# Florian Mock
Florian Mock (* 1974 in Augsburg) ist ein deutscher Oper-, Operetten-, Lied- und Konzertsänger (Lyrischer Tenor).

## Leben
Schon sehr früh zeigte sich seine sängerische Begabung. Er studierte Gesang am Leopold-Mozart-Konservatorium seiner Heimatstadt sowie bei Marianne Fischer-Kupfer in Berlin. Ferner absolvierte Florian Mock Meisterkurse u. a. bei Nicolai Gedda und Raul Giménéz. 1997 debütierte er an der Jungen Staatsoper Stuttgart, anschließend an der Oper Bonn als Fenton in Falstaff (Verdi). An letztgenannter Bühne wurde der Sänger 1998 festes Ensemblemitglied, bevor er 2000 an die Komische Oper Berlin wechselte. Am Staatstheater am Gärtnerplatz war er von 2003 bis 2007 engagiert, wo er schon mehrmals zuvor in bedeutenden Mozartrollen gastiert hatte.
Gastengagements führten Florian Mock an die Musikbühnen von Kassel, Hamburg, Bonn, Wiesbaden, Augsburg, Mainz, Weimar, Schwerin, Wien etc. Dabei war er in folgenden Partien zu hören und zu sehen: Ferrando in Così fan tutte, Belmonte in Die Entführung aus dem Serail, Graf Almaviva in Der Barbier von Sevilla, Marquis von Chateauneuf in Zar und Zimmermann, Agenore in Il re pastore, Fenton in Die lustigen Weiber von Windsor, Andres in Wozzeck, Gustl in Land des Lächelns, Caramello in Eine Nacht in Venedig u. v. a.
Außerdem sang er unter der Leitung von Christoph Spering den Petrus in Antonio Salieris La passione di nostro signore Gesù Cristo.
Florian Mock sang auf renommierten Festivals und in bedeutenden Konzertsälen, wie z. B.: Berliner und Kölner Philharmonie, Beethovenfest Bonn, Tonhalle Düsseldorf, Rheingau-Musikfest, Rossini-Festival in Bad Wildbad und Ludwigsburger Schlossfestspielen. Weitere Lied- und Konzertabende gab er bisher in Madrid, Valencia, Bilbao und Palma de Mallorca. Zu seinem Repertoire gehören Werke von Johann Sebastian Bach, Anton Bruckner, Georg Friedrich Händel, Wolfgang Amadeus Mozart, Franz Schubert, Robert Schumann, Heinrich Schütz etc.
In der Spielzeit 2007/2008 war Florian Mock als festes Ensemblemitglied am Theater Bielefeld engagiert.